# Libertà
(Dante, Purgatorio - canto I, vv. 71-72)

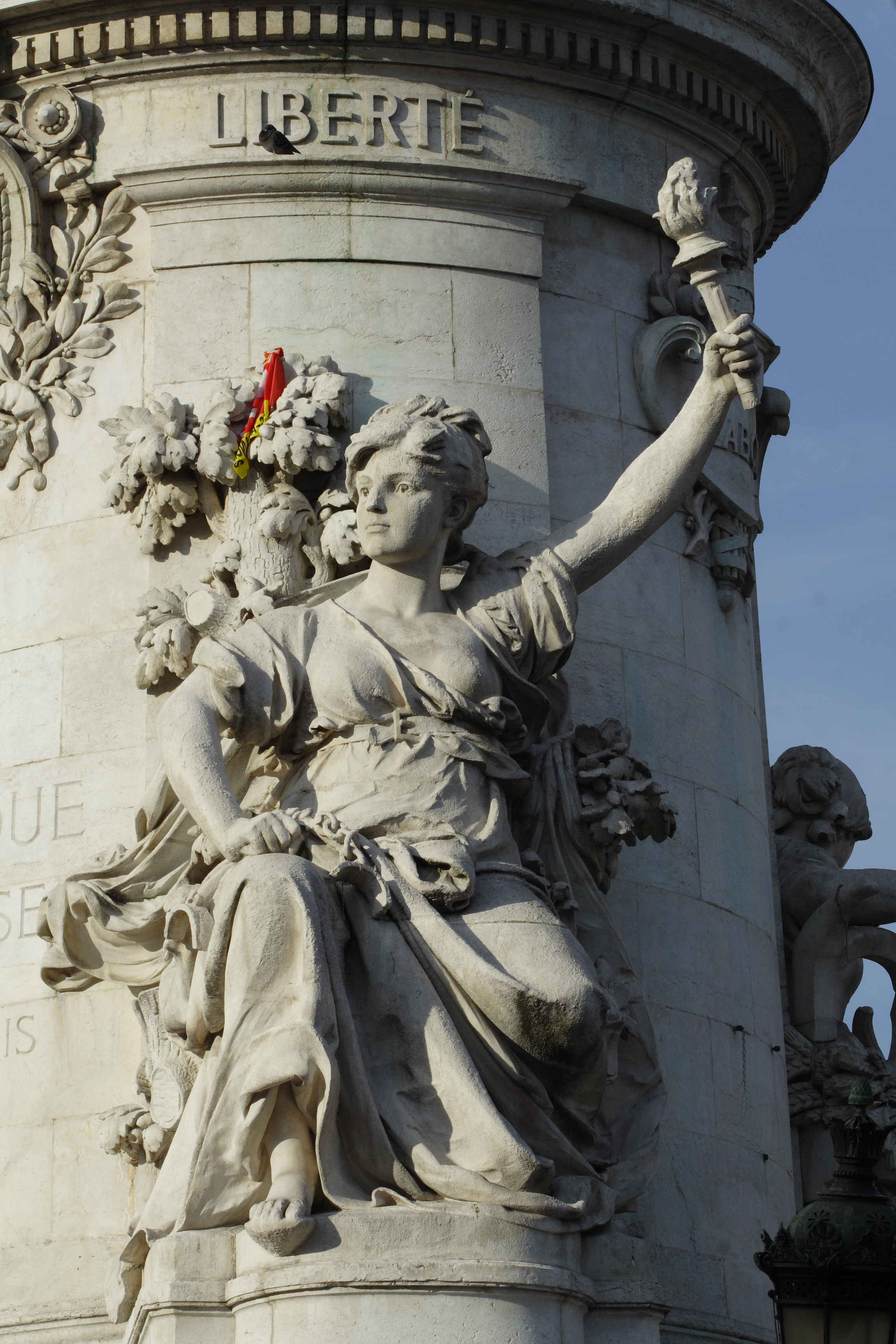
Allegoria della libertà in Place de la République, Parigi

Per libertà si intende la condizione per cui un individuo può decidere di pensare, esprimersi ed agire senza costrizioni, ricorrendo alla volontà di ideare e mettere in atto un'azione, mediante una libera scelta dei fini e degli strumenti che ritiene utili a realizzarla.
Riguardo all'ambito in cui si opera la libera scelta, si parla di libertà morale, giuridica, economica, politica, di pensiero, libertà metafisica, religiosa, ecc.
Afferma Isaiah Berlin:
(Isaiah Berlin, Four Essays on Liberty, Oxford UP, Oxford, 1982)
Quindi da un punto di vista psicologico si può intendere la libertà com'è percepita dal soggetto:
- o negativamente, come assenza di sottomissione, di schiavitù, di costrizione per cui l'uomo si considera indipendente,
- oppure positivamente nel senso dell'autonomia e spontaneità del soggetto razionale: con questo significato i comportamenti umani volontari si basano sulla libertà e vengono qualificati come liberi.

## Origine del termine
La parola "libertà" viene dal latino libertas (m), a sua volta derivato da liber 'libero', che risalirebbe all'indoeuropeo *leudhero- 'che ha una stirpe, che appartiene a una gente', derivato di leudho- 'gente' . I termini germanico o anglosassone "Free(dom)" o "Freiheit", secondo le ipotesi etimologiche, hanno invece il proprio significato attuale dal germanico * frī-halsa = "qualcuno che possiede il suo collo", che può quindi disporre di sé stesso. Anche dalla radice indoeuropea si può dedurre che qualcuno che è libero appartiene a una comunità di persone che sono vicine e hanno pari diritti, tra coloro che sono in pace e che difendono insieme questa pace interiore dagli attacchi di terzi. Pertanto, la "libertà" come status giuridico sarebbe sempre relativa a un gruppo e alle aree in cui questa norma è vigente.

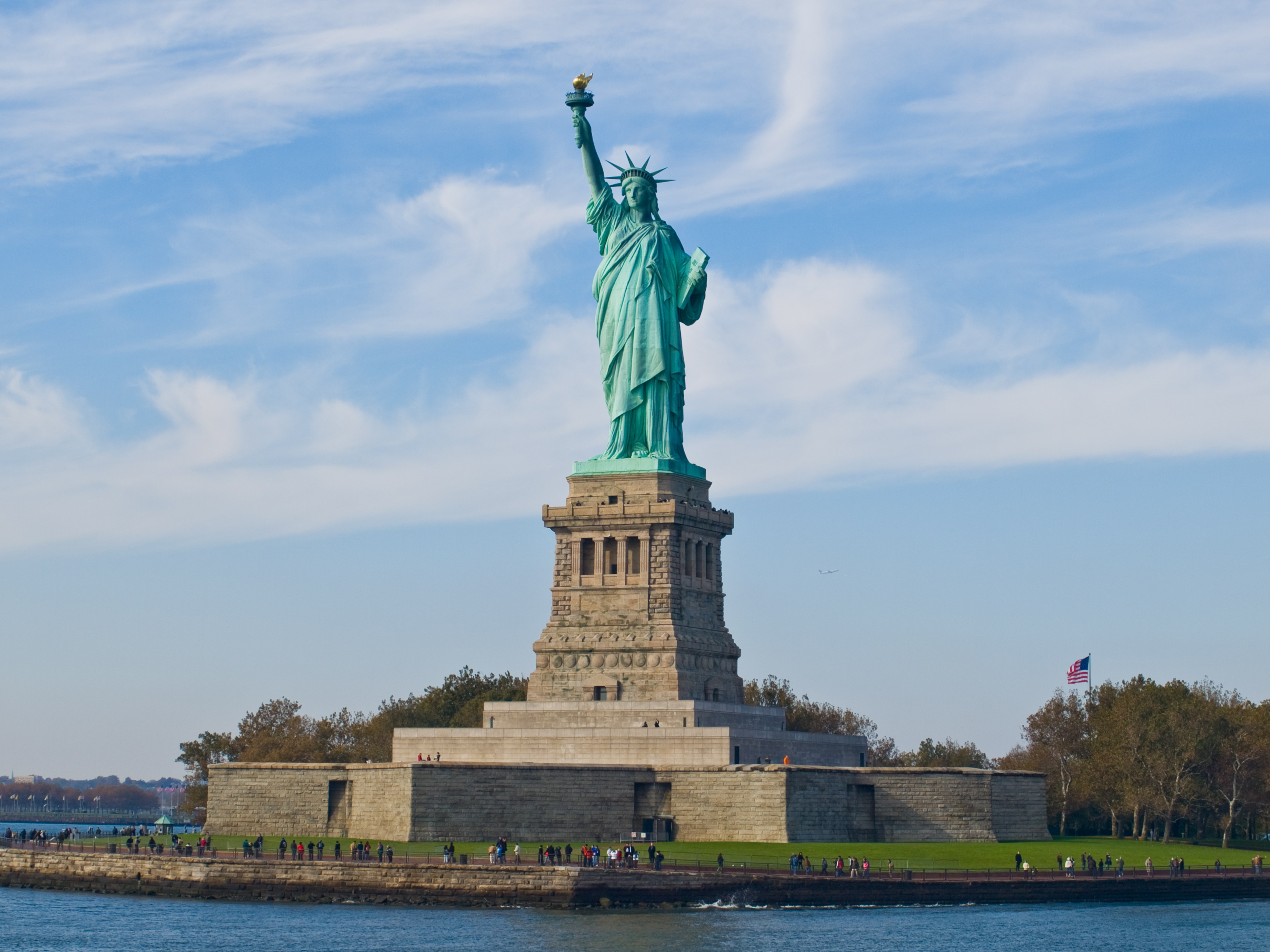
La Statua della Libertà a New York

## La libertà nel mito
La mitologia romana, che pure aveva tratto da quella greca molte divinità e miti, ne possedeva alcuni autoctoni tra cui la dea Libertà, che rappresentava simbolicamente la libertà personale di ognuno e, nel seguito della storia civile, il diritto riservato a coloro che godevano della cittadinanza romana.
A questa divinità i romani avevano innalzato due templi, uno nel Foro e l'altro nell'Aventino. La dea veniva raffigurata come una donna con ai piedi un gatto, recante in una mano uno scettro e nell'altra mano un berretto frigio.

## La libertà nella filosofia antica

### La libertà politica
(Marco Giunio Bruto, uno degli uccisori di Giulio Cesare)
Nella civiltà greca il concetto di libertà atteneva principalmente alla politica e alla religione.
Come ha osservato Hobbes, per i Greci la libertà deve essere connaturata alla potenza e all'autonomia dello Stato piuttosto che agli individui sottoposti a leggi restrittive della libertà al fine di vivere uno stato ordinato.
Nell'ambito di questa autorità vincolante dello Stato tuttavia il pensiero antico greco-romano lasciava spazio alla libertà del cittadino, che godeva dei diritti civili da cui erano esclusi invece gli schiavi, gli stranieri e spesso le donne, con l'eccezione, per queste ultime, di quelle che fossero di estrazione elevata. Cicerone scrive nel De re publica che "la libertà [...] non consiste nell'avere un padrone giusto, ma nel non averne alcuno".

### Il fato

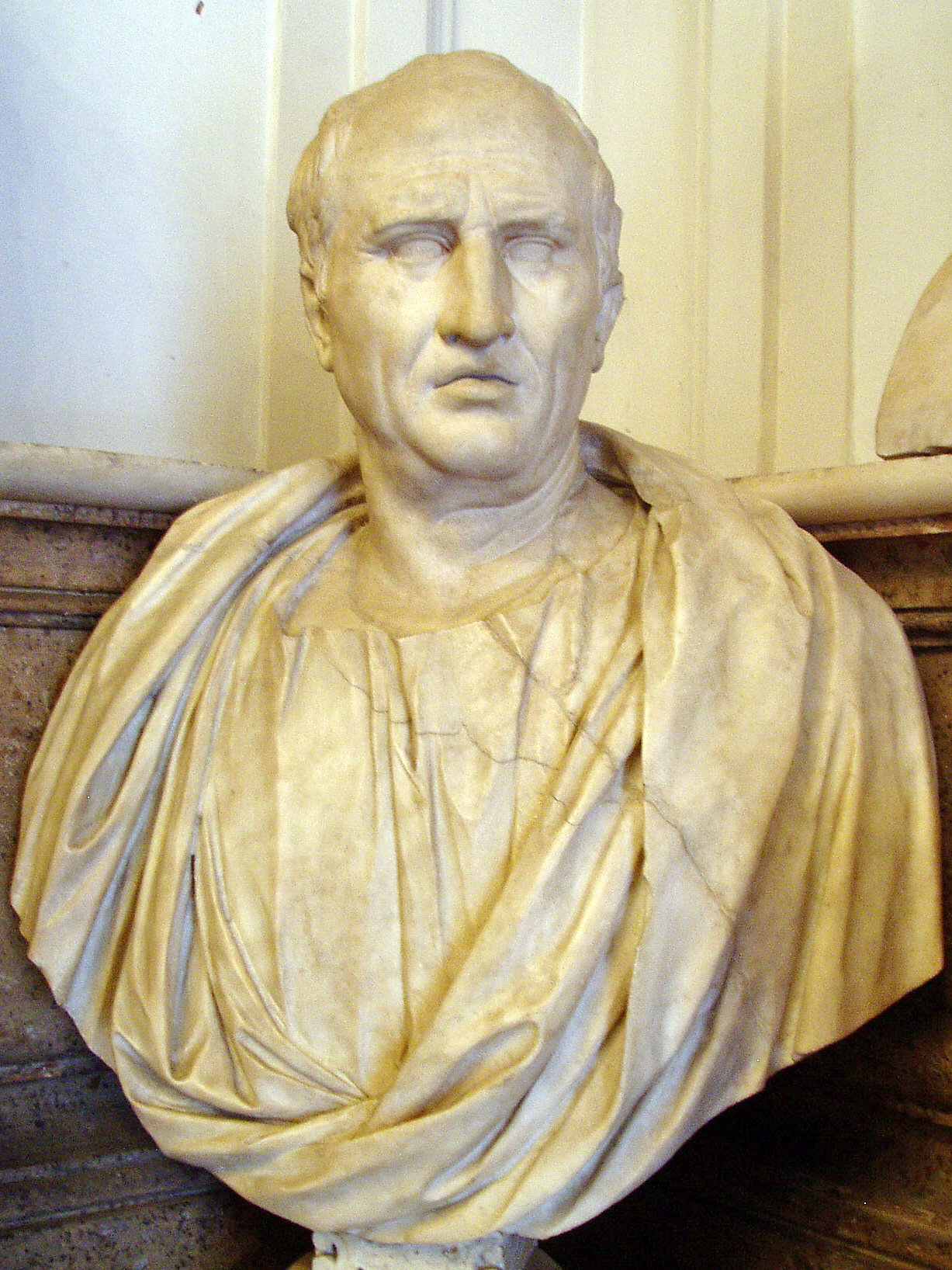
Cicerone

La libertà in senso religioso era implicitamente negata, in quanto subordinata al concetto di fato come ordine causale universale e necessitato a cui tutti erano sottoposti, compresi gli dei.
La libertà dell'uomo consisteva allora nella libera accettazione del proprio destino e nell'obbedienza al principio dell'equilibrio e dell'armonia universale. Tale principio era esplicitamente posto dagli stoici implicando il concetto di logos, una legge divina regolatrice delle palingenesi del mondo in modo ripetitivo e determinato.
Questo è il senso che anima il tema del fato presente nella poesia e nella tragedia greca arcaica, che – ripreso razionalmente dai filosofi greci antichi e specialmente dallo stoicismo – giunge poi ai pensatori successivi.
Storicamente la prima enunciazione del fato sarebbe in Eraclito (Diels-Kranz, Die Fragmente der Vorsokratiker , Aezio (I, 7, 22) "Secondo Eraclito tutto avviene secondo il fato e questo è la stessa cosa che la necessità.")
Segue di poco Parmenide, che nei frammenti resi da Sesto Empirico: "E rimanendo [il cosmo] nell'identico stato, sta in esso e così rimane immobile; infatti la dominatrice Necessità lo tiene nelle strettoie del limite che lo cinge."
Cicerone espone sinteticamente queste prime riflessioni del pensiero antico sul fato:

«Vi erano due opinioni sulle quali si dividevano i filosofi antichi, alcuni pensavano che tutto dipende dal fato, di modo che questo destino esprime la forza della necessità. (Democrito, Eraclito, Empedocle, Aristotele erano di questo parere), altri pensavano che il moto volontario dell'anima avvenga senza alcun intervento del destino; Crisippo, come arbitro sembra aver scelto la posizione intermedia; ma in effetti egli si riferisce a coloro che vogliono pensare che il moto dell'anima sia libero da ogni costrizione.»
Sono i sofisti che per primi affrontano il tema della responsabilità morale, risolvendolo retoricamente con argomenti paradossali esprimenti il loro assoluto relativismo.
Così Gorgia nell'Encomio di Elena, che egli definisce come un «gioco dialettico» , scrive che Elena di Troia è in ogni caso esente da colpa e ingiusto è il disonore gettato su di lei. Infatti era naturale che avvenisse la sua partenza verso Troia, in quanto Elena fu necessariamente sottoposta nelle sue azioni o alla cieca volontà del caso o a una meditata decisione degli dei o alla necessità o alla costrizione della forza o all'incantesimo della parola o alle passioni.

### La concezione razionale del libero volere

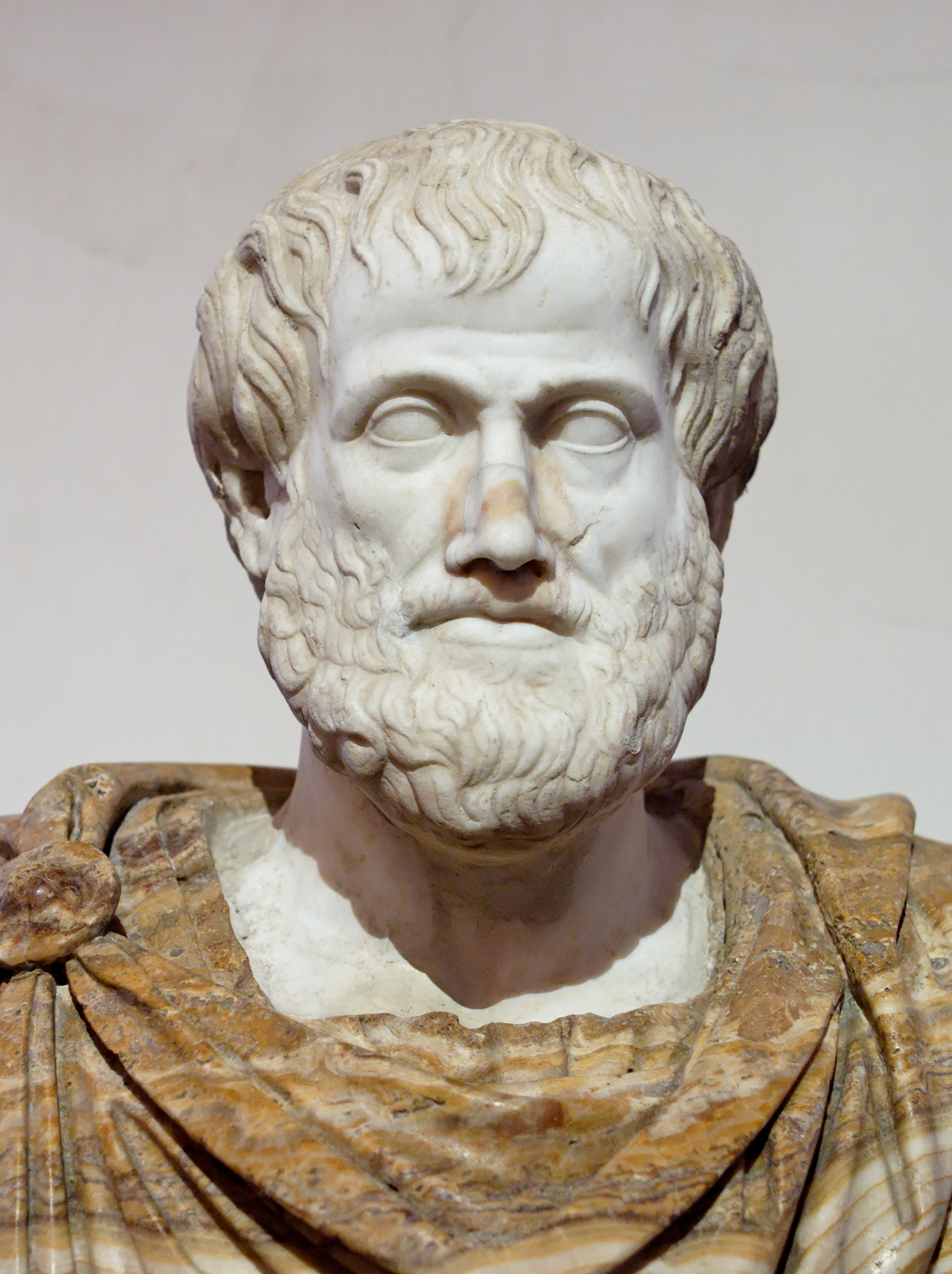
Aristotele

Una visione intellettualistica della scelta morale condizionata dal sapere è invece nelle tesi socratiche sul principio dell'attraenza del bene e della involontarietà del male: per cui l'uomo per sua natura è orientato a scegliere necessariamente il bene piacevole per la felicità, l'eudemonia, la serenità d'animo, che ne consegue.
Se invece l'individuo opera il male, questo accade per la mancata conoscenza di ciò che è il vero bene: il male non è mai volontario, ma è la conseguenza dell'ignoranza umana che scambia il male per bene.
Anche per Aristotele un'azione volontaria e libera è quella che nasce dall'individuo e non da condizionanti fattori esterni, a condizione che sia predisposta dal soggetto con un'adeguata conoscenza di tutte le circostanze particolari che contornano la scelta: quanto più accurata sarà questa indagine, tanto più libera sarà la scelta corrispondente.
Secondo Plotino la conoscenza razionale delle circostanze particolari che ispirano la libera scelta è condizione necessaria ma non sufficiente per un libero volere che deve essere preparato anche dalla conoscenza universale del Bene più alto, l'Uno divino.
Il libero volere dell'anima in questo modo vince gli elementi passionali sensibili che potrebbero condizionarlo e avvicinandosi al Bene ideale, di tipo platonico, prepara con Plotino le successive concezioni cristiane.

## Il pensiero cristiano

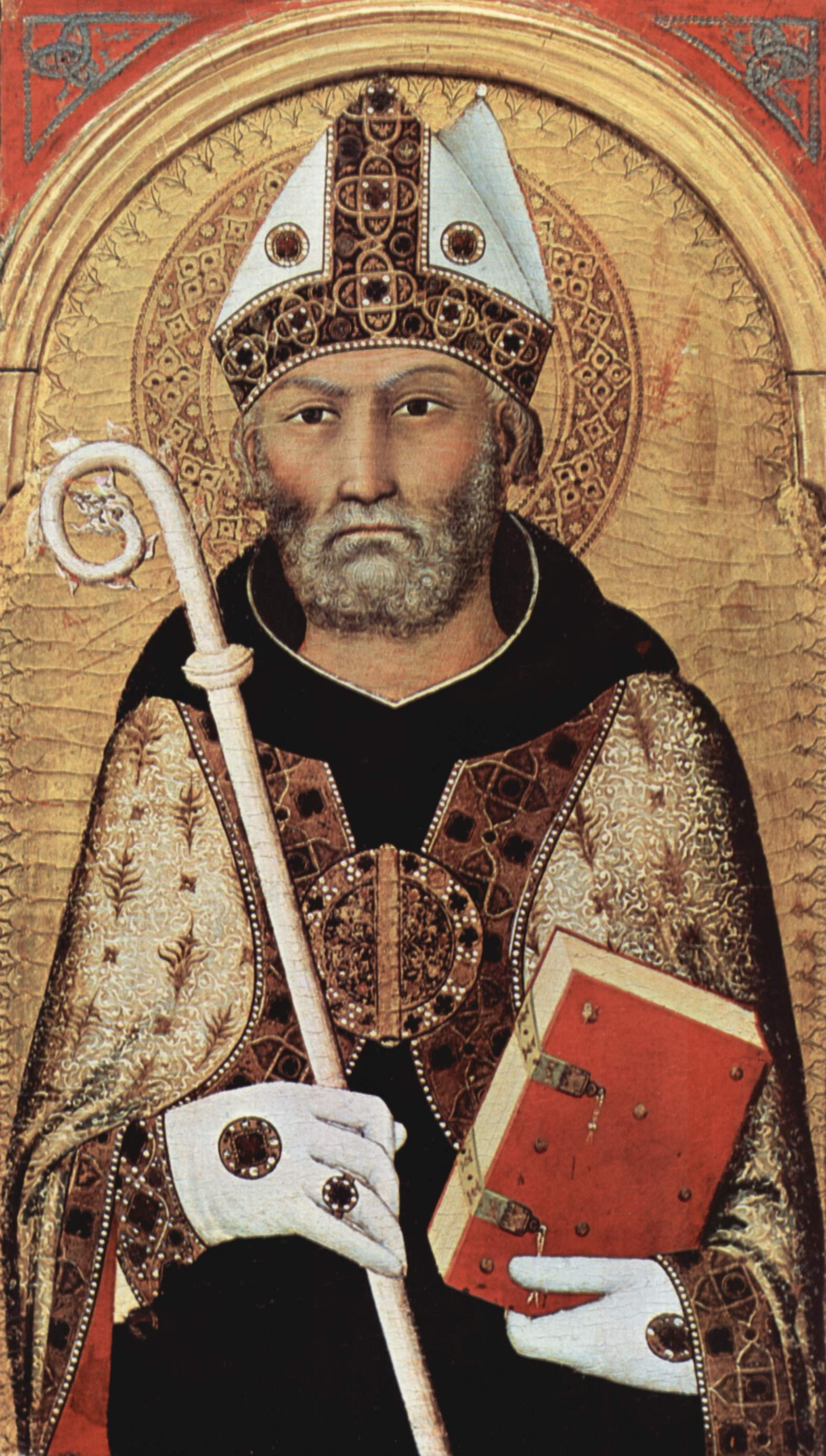
Sant'Agostino

La teologia cristiana modificò ampiamente la concezione classica della libertà rapportandola non più alla libertà politica e alla libertà personale ma contrapponendola a quella schiavitù interiore derivante dal peccato originale di Adamo.
La buona volontà, e non più la razionalità, è quella che origina la libertà, che non è possibile avere senza l'intervento divino procacciatore della grazia, mezzo essenziale di liberazione dell'uomo.
La volontà non potrebbe indirizzarsi al bene corrotta com'è dalla schiavitù delle passioni corporee se non ci fosse la rinascita dell'uomo operata da Cristo.
Rimane comunque l'impossibilità umana a liberarsi dal male, dalla colpa e dal peccato per cui la libertà sarà conseguibile dall'uomo solo quando lascerà questo mondo terreno per il giudizio finale nel regno dei cieli.
Nasce il problema di stabilire quale rapporto ci sia tra la libertà umana - si introduce la concezione del libero arbitrio - e l'intervento decisivo della grazia divina e inizierà su questo tema una lunga discussione che vede protagonisti:
- Sant'Agostino[15];
- Scoto Eriugena[16];
- San Tommaso[17];
- la polemica tra Erasmo[18] e Lutero[19]
- che proseguirà tra luterani e calvinisti e tra questi e i cattolici[20][21]

## Libertà positiva e negativa
L'uomo può considerarsi libero se non c'è nulla che lo ostacoli (libertà "negativa") nel mettere in atto ciò che ha pensato e scelto di fare (libertà "positiva"). La libertà positiva quindi coincide con il libero arbitrio in senso astratto, quale libertà astratta nel suo ponderare la scelta, a cui si contrappone quella reale di libertà (negativa) che si oppone e nega concretamente tutto ciò che impedisce la libera azione.

### Razionalismo, empirismo e illuminismo

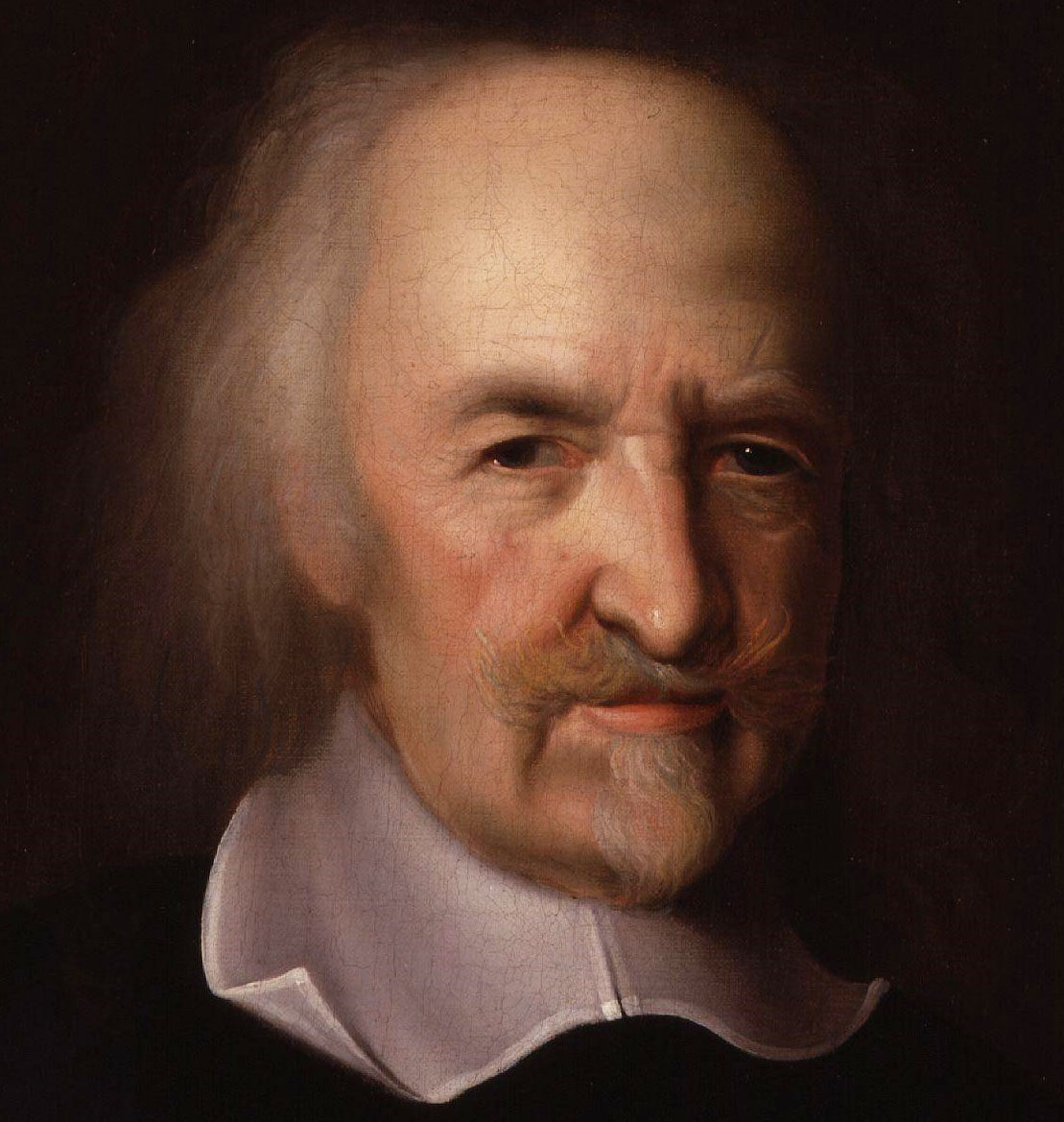
Thomas Hobbes

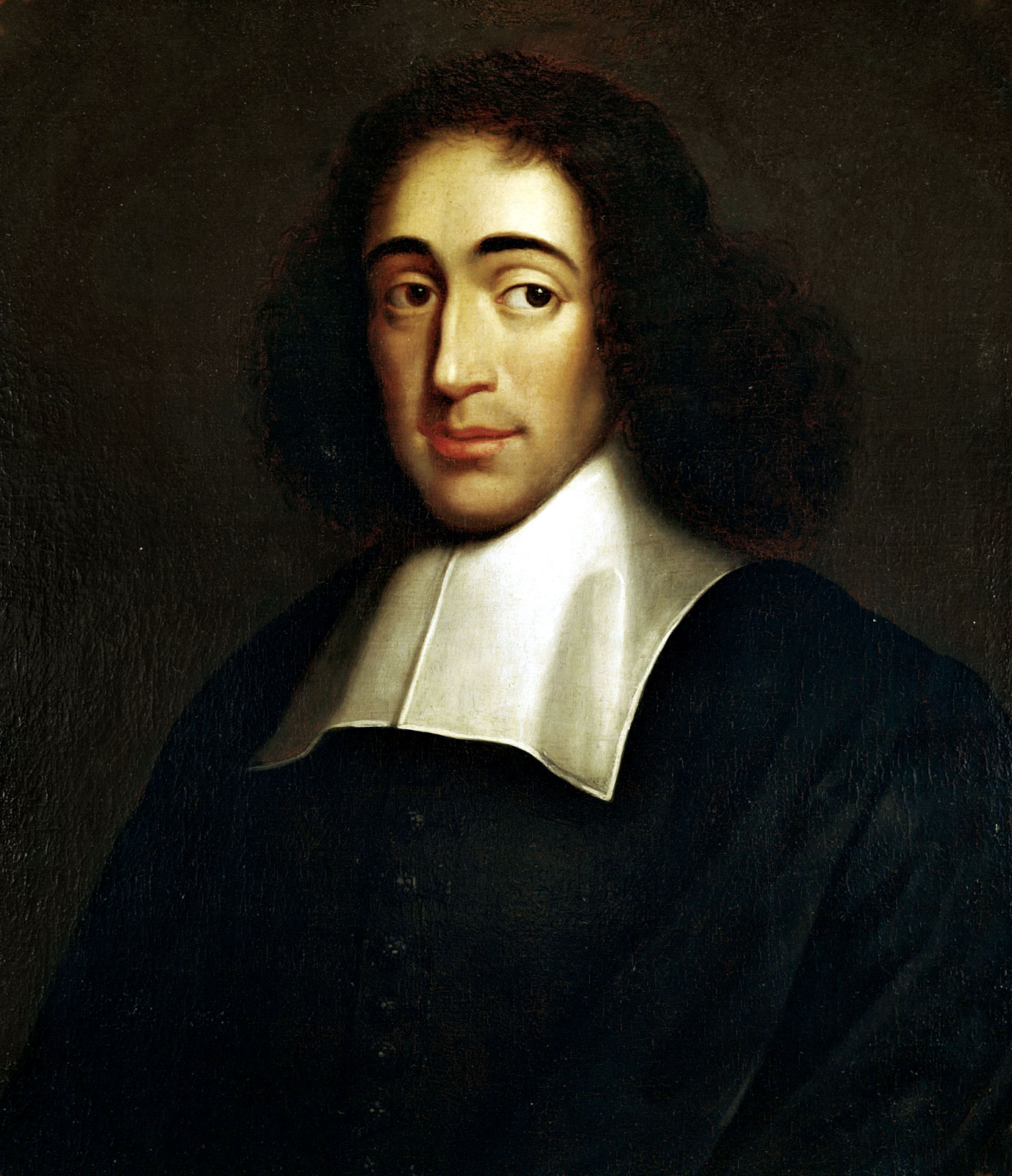
Spinoza

Nell'ambito della concezione religiosa della libertà il pensiero moderno ha assunto una visione razionalista con Cartesio, che definisce la libertà non come un puro e semplice «libero arbitrio d'indifferenza» ma come impegnativa scelta concreta di cercare la verità tramite il dubbio.
La concezione empirista porta invece Hobbes a contrapporre al pensiero cartesiano la concezione della libertà come «assenza di ogni impedimento al moto», per cui ognuno «gode di una maggiore o minore libertà secondo l'ampiezza dello spazio di cui dispone per muoversi»: la libertà non è dunque altro che avere la possibilità di agire senza alcun ostacolo materiale. Tesi, questa, ripresa da John Locke e David Hume.
In questo senso daranno una definizione in negativo della libertà anche i rappresentanti dell'illuminismo, a cominciare da Condillac sino a Destutt de Tracy.
In contrasto con queste concezioni empiriche della libertà Leibniz osservava che «quando si discute intorno alla libertà del volere o del libero arbitrio, non si domanda se l'uomo possa far ciò che vuole, bensì se nella sua volontà vi sia sufficiente indipendenza» e nella Teodicea (III, § 288) affermava come: "La sostanza libera si determina da sé stessa, cioè seguendo il motivo del bene appercepito dall'intelligenza, che la inclina senza necessitarla".
Leibniz cioè rilevava l'insufficienza di una definizione negativa della libertà trovando però egli stesso difficile darne una connotazione positiva dopo quanto espresso su questo tema da Spinoza.
Per Spinoza infatti non esiste alcuna libertà per l'uomo: «Tale è questa libertà umana, che tutti si vantano di possedere, che in effetti consiste soltanto in questo: che gli uomini sono coscienti delle loro passioni e appetiti e invece non conoscono le cause che li determinano.»

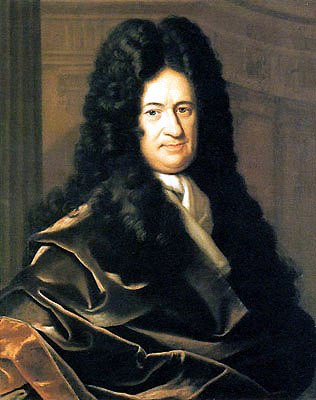
Gottfried Wilhelm von Leibniz

L'uomo è dunque inserito in un meccanismo deterministico per cui tutto accade poiché ab aeterno doveva accadere: solo Dio è libero in quanto causa sui, causa di sé stesso, unica sostanza.
Riprendendo temi stoici e neoplatonici Spinoza concepisce l'uomo come un "modo" (modo di essere, un'espressione contingente) della sostanza unica, e se egli vuole essere libero deve convincersi della sua assoluta limitazione, negare tutto ciò che lo allontana da questa persuasione, mettere da parte ogni desiderio e passionalità e accettare di far parte di quella essenziale identificazione di Deus sive Natura, per cui la libertà dell'uomo non è altro che la capacità di accettare la legge della necessità che domina l'universo.
Tenendo conto di questa visione spinoziana, Leibniz accetta l'idea della libertà come semplice autonomia dell'uomo, accettazione di una legge che egli stesso riconosce come tale, ma nel contempo vuole mantenere la concezione cristiana della libertà individuale e della conseguente responsabilità.
Per questo scopo egli concepisce la libertà fondata metafisicamente sulla "monade": nel senso che ogni individualità, pur essendo un'"isola" completamente separata dalle altre, compirebbe "liberamente" atti che si incastrano come pezzi di un mosaico, negli atti corrispondenti delle altre monadi, in un tutto che è l'"armonia prestabilita" da Dio, vale a dire l'ordine dell'universo da Lui prefissato secondo il principio del minor male possibile.
Rimane comunque insoluto il problema di come le monadi possano violare liberamente e responsabilmente quest'ordine predeterminato e di come Dio non sia egli stesso determinato nella scelta di quello che è logicamente il miglior mondo possibile.
Per Rousseau, invece, la libertà è lo stato naturale dell'umanità, distrutto dalla civiltà oppressiva:
(Jean-Jacques Rousseau, Il contratto sociale)

## La libertà secondo Kant e Hegel

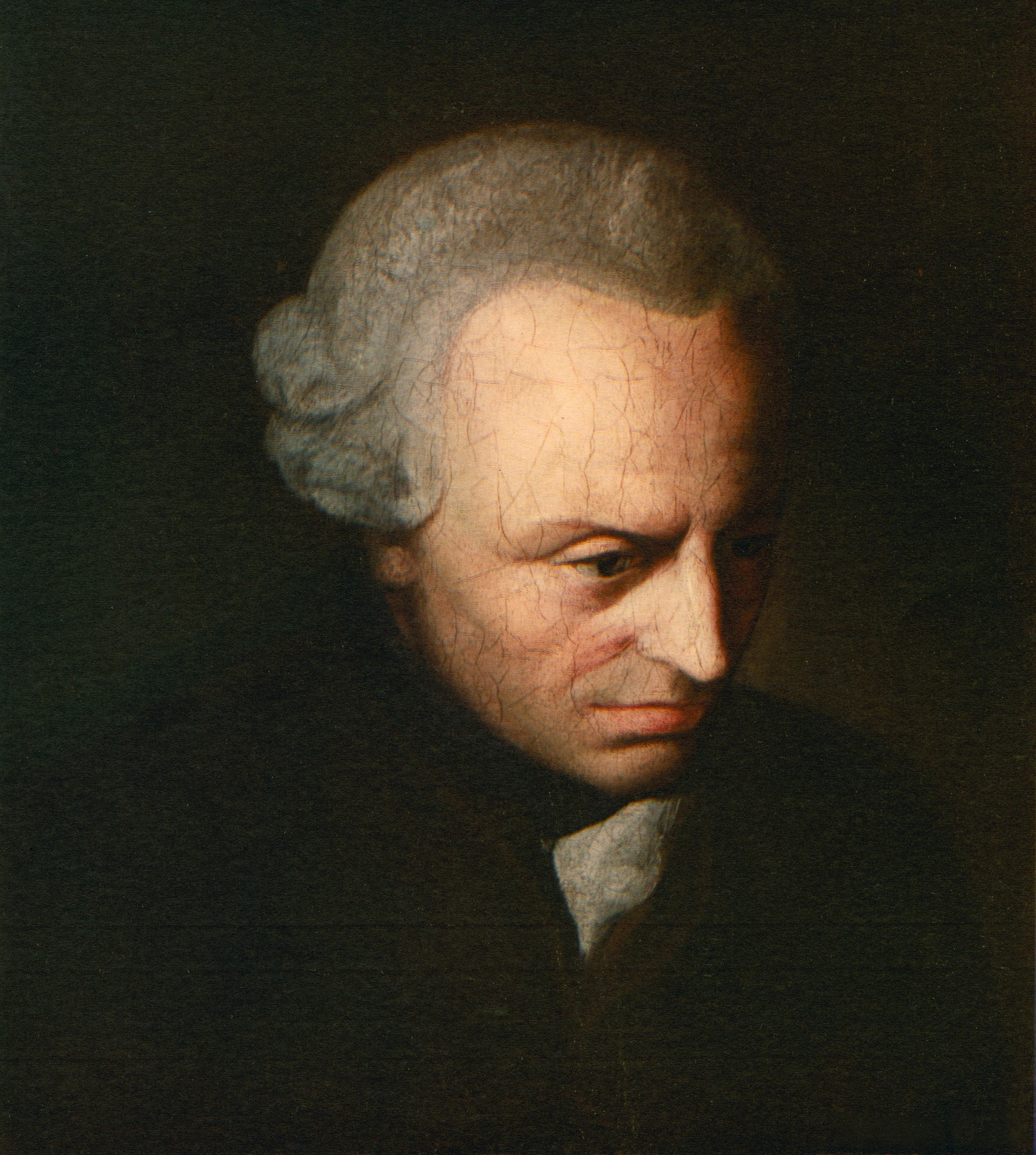
Immanuel Kant

Con Kant cambia completamente la prospettiva della concezione della libertà, che non appartiene più al mondo dei fenomeni sensibili ma a quello che fonda l'esperienza, al mondo metafisico del noumeno. 

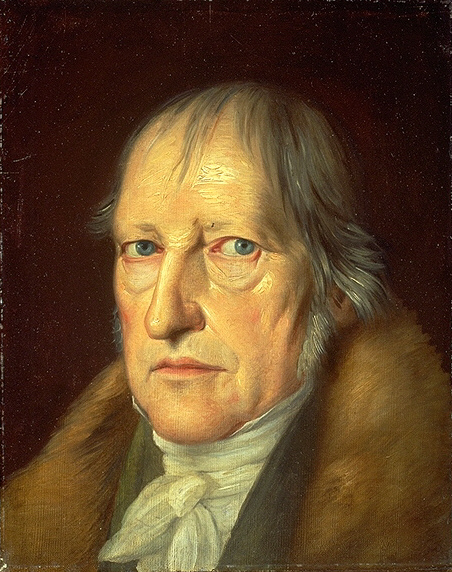
Hegel

Nel mondo empirico e sensibile non esiste la libertà poiché ogni atto è naturalisticamente condizionato; tuttavia l'uomo nel suo comportamento morale si sente responsabile delle sue azioni: quindi se da un lato la scelta morale implica la necessità, l'impossibilità di sfuggire all'imperativo categorico, in quanto fatto di ragione per cui non posso non pormi formalmente il problema della scelta, dall'altro devo tuttavia postulare l'esistenza della libertà («postulato della ragion pura pratica»).
I due termini, apparentemente inconciliabili, di libertà e necessità possono invece coesistere nel concetto di autonomia: nel senso che l'uomo obbedisce a una legge che egli stesso liberamente si è dato.
In opposizione al formalismo kantiano la filosofia idealistica, con Jacobi, Fichte, Schelling,, volle basare la libertà sul sentimento, sull'Io, su un Assoluto che, identificandosi con la Natura, conduce però Schelling a riprendere la visione panteistica spinoziana con la sua conseguente problematicità.
Per Hegel una libertà morale che rimanga nell'ambito formale e non indichi all'uomo come concretamente debba essere indirizzato il suo libero volere è sinonimo di arbitrio e capriccio.
Bisogna fondare la libertà nella realtà e nella storia, dove essa si realizza mediante un processo dialettico che attraversa le istituzioni politiche passando dal dispotismo orientale sino alle moderne monarchie costituzionali.
Questa libertà storicamente evoluta e conquistata dall'uomo nel corso dei secoli deve portarlo, attraverso l'"astuzia della ragione", al possesso di una superiore libertà, quella che si realizza attraverso lo sviluppo dialettico che iniziando dall'arte, attraverso la religione, giunge alla suprema sintesi filosofica.
La libertà, quindi, più che una facoltà individuale è l'essenza stessa dello Spirito Assoluto che realizza sé stesso attraverso la sua estraniazione nella natura e nella storia.
Hegeliani di sinistra sono due pensatori radicali della libertà, fondatori, con Pierre-Joseph Proudhon, dell'anarchismo: Michail Bakunin e Max Stirner.

## Kierkegaard, Marx
Secondo Kierkegaard la libertà non può non risentire della finitezza della nostra esistenza, che rende contraddittoria e drammatica ogni nostra scelta individuale.
Per Marx la libertà non ha senso se la si identifica, come faceva Hegel, con un astratto procedere dialettico dello Spirito universale: essa vive invece storicamente, come uno strumento di liberazione economica, sociale e politica il cui termine ultimo è quello di liberare l'uomo dalla miseria, dalla guerra e dalla lotta di classe, quando finalmente ognuno sarà concretamente libero, materialmente e spiritualmente.
La libertà poi, intesa come "tempo libero", esiste solo laddove finisce il "regno delle necessità", che impone all'uomo (in qualsiasi forma sociale egli viva, compresa quella futura) di "lottare con la natura per soddisfare i suoi bisogni, per conservare e per riprodurre la sua vita". Il "regno delle libertà" ha luogo quindi solo oltre questo processo di produzione per le necessità, dove "comincia lo sviluppo delle capacità umane, che è fine a sé stesso". La libertà, dunque, "può fiorire soltanto sulle basi di quel regno della necessità", ma solo se organizzato efficientemente dagli uomini stessi, invece che esserne dominati come da una forza cieca. Dunque, "condizione fondamentale di tutto ciò è la riduzione della giornata lavorativa", possibile tuttavia soltanto abolendo il modo di produzione capitalistico.

## Il Novecento

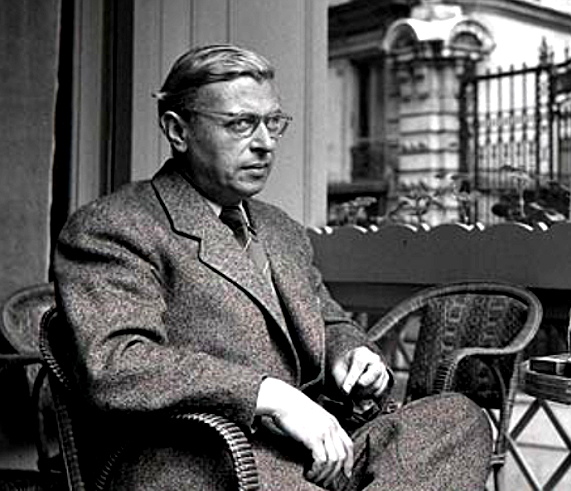
Jean-Paul Sartre

Il problema della libertà, riportato dalla filosofia spiritualistica del Novecento alla iniziale concezione personalistica cristiana, ricompare nelle nuove correnti esistenzialistiche. Jaspers vede nel sempre illusorio e deluso tentativo dell'uomo di conquistarsi la libertà quello che egli chiama "lo scacco dell'esistenza".
La libertà non è dunque un mezzo per l'esistenza, ma coincide con l'esistenza stessa: «io sono quando scelgo e, se non sono, non scelgo», dice Karl Jaspers.
Anzi, per Sartre la libertà è il segno dell'assurdità della vita dell'uomo «condannato a essere libero»: le cose già sono (sono realizzate), mentre l'uomo è condannato a inventare sempre sé stesso, a inventarsi, tra l'altro, senza punti di riferimento. L'uomo non può negare il condizionamento della naturalità della sua esistenza, e questo lo condanna a non poter mai riferirsi a un valore trascendente e assoluto.

## Il pensiero libertariano
La libertà è posta al centro della filosofia del libertarianismo, i cui massimo esponenti sono Murray Rothbard, Ludwig von Mises, Friedrich von Hayek e Ayn Rand.

## La libertà metafisica
Il concetto di libertà metafisica (ovvero libertà (dalla) metafisica) incomincia a prendere piede nell'ultimo scorcio del XX secolo come espressione della liberazione dai vincoli di una tradizione culturale che pone sempre, al disotto o al disopra dell'immanenza, l'esistenza di un'entità trascendente, la quale fonderebbe la realtà stessa. Questa libertà trascendente trova le sue basi euristiche e teoriche nello scenario della realtà cosmica e biologica quali si sono venute configurando dalle ricerche scientifiche dell'ultimo secolo. Essa, in sostanza, si configura come "scioglimento dei vincoli" posti dalle metafisiche e dalle religioni.
La libertà metafisica è quindi eminentemente anti-metafisica ed è concetto utilizzato maggiormente dalle filosofie materialistiche e atee, che negano realtà alle sostanze o essenze metafisiche.
Va tuttavia ricordato che esistono vastissime aree di "materialismo metafisico" solo nominalmente atee, in quanto sostituiscono semplicemente a una volontà divina una necessità divina. Si tratta di una ripresa del pensiero spinoziano, il cui dio necessita sé stesso e tutto ciò che include in quanto "natura naturans" e "natura naturata".
La comparsa esplicita del concetto si ha in un articolo del nº 1/2006 della rivista L'Ateo (pag. 21) dove si legge: 
Nei termini qui posti parrebbe che la libertà metafisica debba essere considerata una "madre di tutte le libertà" tale da ammettere tutte le libertà, compresa quella religiosa. In tal senso questa libertà si configura addirittura come origine della stessa libertà religiosa nel senso di un "esercizio della religione" compatibile con l'irreligione. Pur escludendosi, dunque, religiosità e irreligiosità potrebbero convivere.